# 小林紀子
小林 紀子（こばやし のりこ、1968年11月3日 - ）は、日本のフリーアナウンサーである。血液型はB型。三桂所属。

## 経歴
東京都出身。日本女子大学文学部英文学科卒業。
大学在学中、TBS『関口宏のサンデーモーニング』のオーディションに合格し、デビュー。阪神・淡路大震災、ダイアナ元皇太子妃の葬儀など、様々な現場を体験する。またNHK教育『きらっといきる』では、13年続いた番組の中で唯一、全期間出演していた。

## 出演番組

### テレビ
- きらっといきる（NHK教育）1999年4月～2011年3月 - MC／2011年4月～2012年3月 - ナレーション
- 関口宏のサンデーモーニング（TBS）